# Club Always Ready (femenino)
El Club Always Ready femenino es la sección de fútbol femenino del Club Always Ready, con sede en la ciudad de El Alto. Disputa sus encuentros como local en el Estadio Municipal de El Alto.

## Estadio

Vista aérea del Estadio Municipal de El Alto

El club no cuenta con estadio propio, por lo que sus partidos de local los juega en el Estadio Municipal de El Alto, conocido como Municipal de Villa Ingenio, ubicado en el barrio del mismo nombre en el sector norte de El Alto y que cuenta con una capacidad de veinticinco mil espectadores. El estadio es de propiedad del Gobierno Municipal de El Alto y fue inaugurado el 16 de julio de 2017.
Ubicado a una altitud de 4090 m s. n. m. es el estadio a mayor altitud del país, superando a los estadios Hernando Siles de La Paz, Jesús Bermúdez de Oruro, y al Víctor Agustín Ugarte de Potosí.

## Datos del club
- Participaciones en Copa Libertadores Femenina: 3.

## Entrenadores
- Diómedes García (2022)
- Clemilson da Silva (2023)
- Luis Herrera (2024)[3]

## Palmarés
- Campeonato Boliviano de Fútbol Femenino (3): 2022,[4] 2023, 2024.
- Campeonato Paceño de Fútbol (3): 2022, 2023-A, 2023-C.